# Ayenia glabrescens
Ayenia glabrescens är en malvaväxtart som beskrevs av Karl Moritz Schumann. Ayenia glabrescens ingår i släktet Ayenia och familjen malvaväxter. Inga underarter finns listade i Catalogue of Life.